# Nationalpark Pendjari
Der Nationalpark Pendjari (franz. Parc national de la Pendjari), auch Boucle-de-la-Pendjari-Nationalpark, wurde 1954 als Wildschutzgebiet (Réserve de Faune) gegründet, 1961 als Nationalpark ausgewiesen und 1986 zum UNESCO-Biosphärenreservat erklärt. Seit 2017 ist er als Teil des transnationalen Nationalparkkomplexes W-Arly-Pendjari UNESCO-Welterbe. Er liegt im Norden Benins, zwischen der Atakora-Kette und der Grenze zu Burkina Faso. Er ist 275.500 ha groß und ein Teil des 880.000 ha großen Biosphärenreservats. Der Nationalpark ist eines der letzten Schutzgebiete in Westafrika, das über Bestände von Elefanten, Geparden und vom Aussterben bedrohter Westafrikanischer Löwen verfügt.

## Lage
Der Pendjari liegt im Norden Benins. Die nächste größere Stadt ist Natitingou. Der Park ist Teil des WAP-Nationalparkkomplexes. Andere große Naturschutzgebiete in unmittelbarer Nähe sind der Nationalpark Arly und das Réserve partielle de Pama in Burkina Faso und der grenzübergreifende Nationalpark W, der Teile Benins, Burkina Fasos und Nigers umfasst. Außerdem grenzen an den Nationalpark Jagdzonen, die eine Pufferzone zu den intensiver genutzten landwirtschaftlichen Flächen der Umgebung darstellen.

## Fauna

### Säugetiere

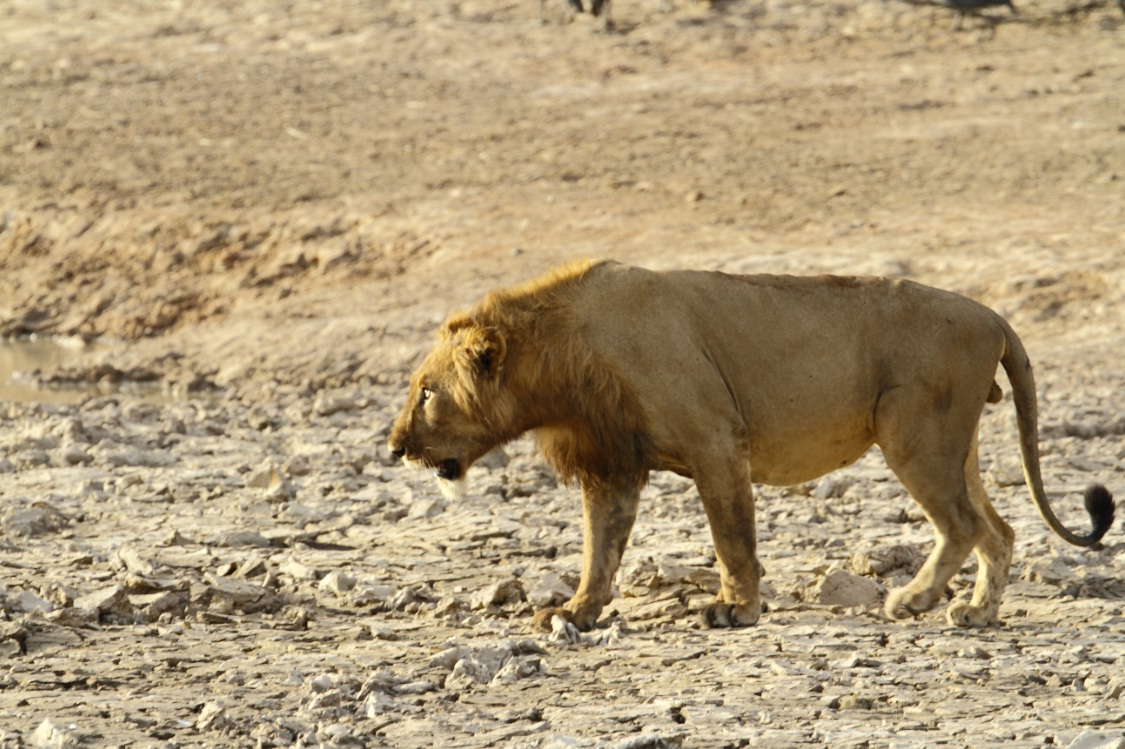
Die Region um den Pendjari-Nationalpark ist das wichtigste Refugium der seltenen Westafrikanischen Löwen

Der Nationalpark ist Heimat der meisten typischen Großwildarten der Westafrikanischen Savannen. Wahrzeichen des Nationalparks ist der Gepard. Die Katze ist im Gebiet allerdings selten geworden. Im angrenzenden W-Nationalpark kamen um das Jahr 2000 geschätzt noch etwa zwei bis drei Paare vor. Im Pendjari-Nationalpark und dem in Benin liegenden Teil des W-Nationalparks kamen im Jahr 2007 vermutlich mindestens 5–13 Geparden vor, bei steigender Tendenz.
Die Population Westafrikanischer Löwen im Pendjari und den angrenzenden Nationalparks Arly und W umfasst etwa 300 bis 400 Tiere und ist die größte in ganz Westafrika. Auffällig ist, dass die Männchen des Gebietes nahezu ausnahmslos keine beziehungsweise nur sehr schwache Mähnen besitzen. Die Westafrikanischen Löwen des Pendjari unterscheiden sich genetisch deutlich von denen in Süd- und Ostafrika.
Auch der Afrikanische Wildhund, der bereits als ausgestorben betrachtet wurde, ist noch in geringer Zahl im Park vorhanden. Darüber hinaus beherbergt der Pendjari-Nationalpark weitere größere Raubtiere wie Leoparden, Fleckenhyänen, Streifenschakale und Afrikanische Zibetkatzen.

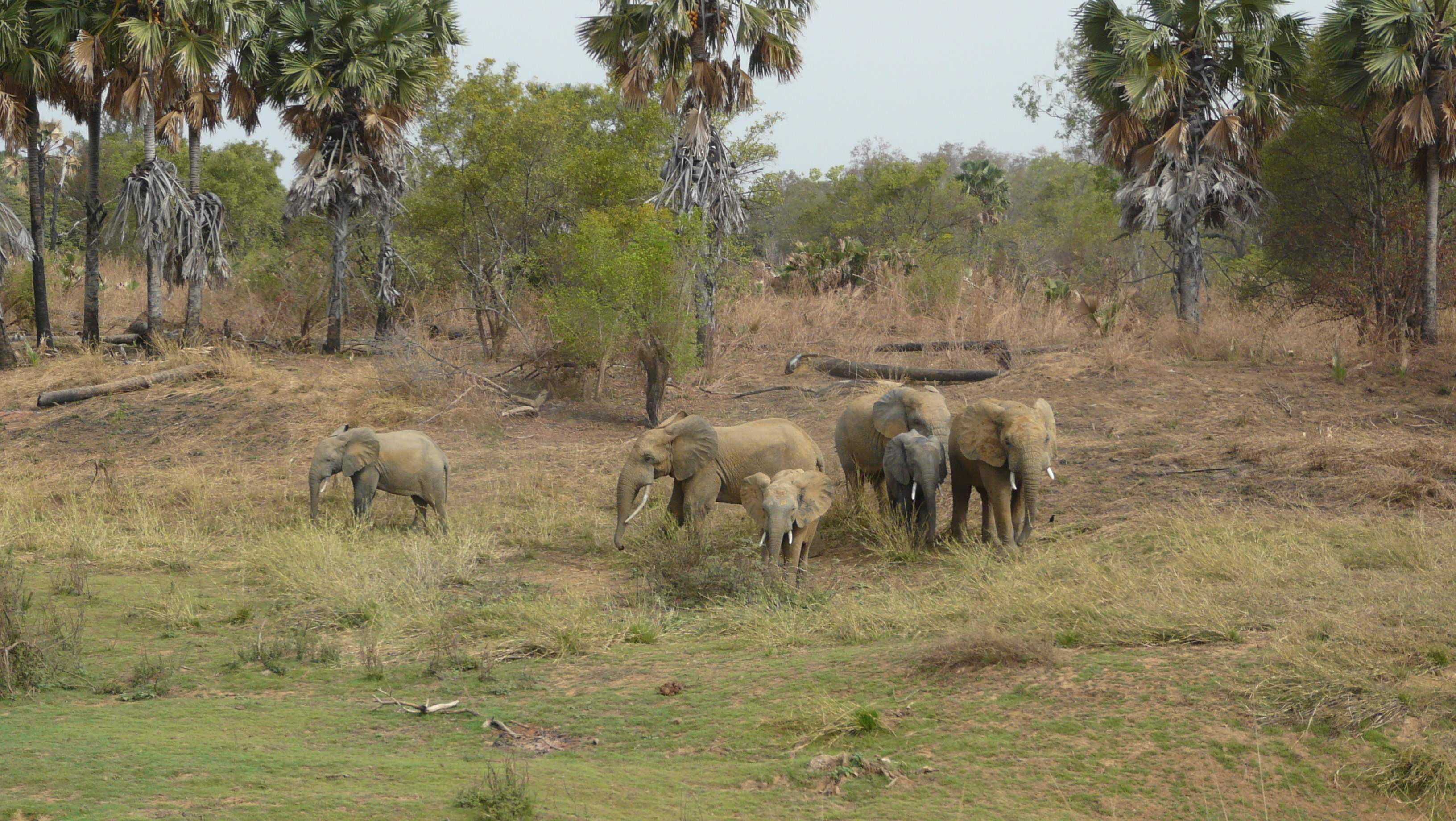
Elefantenherde im Pendjari

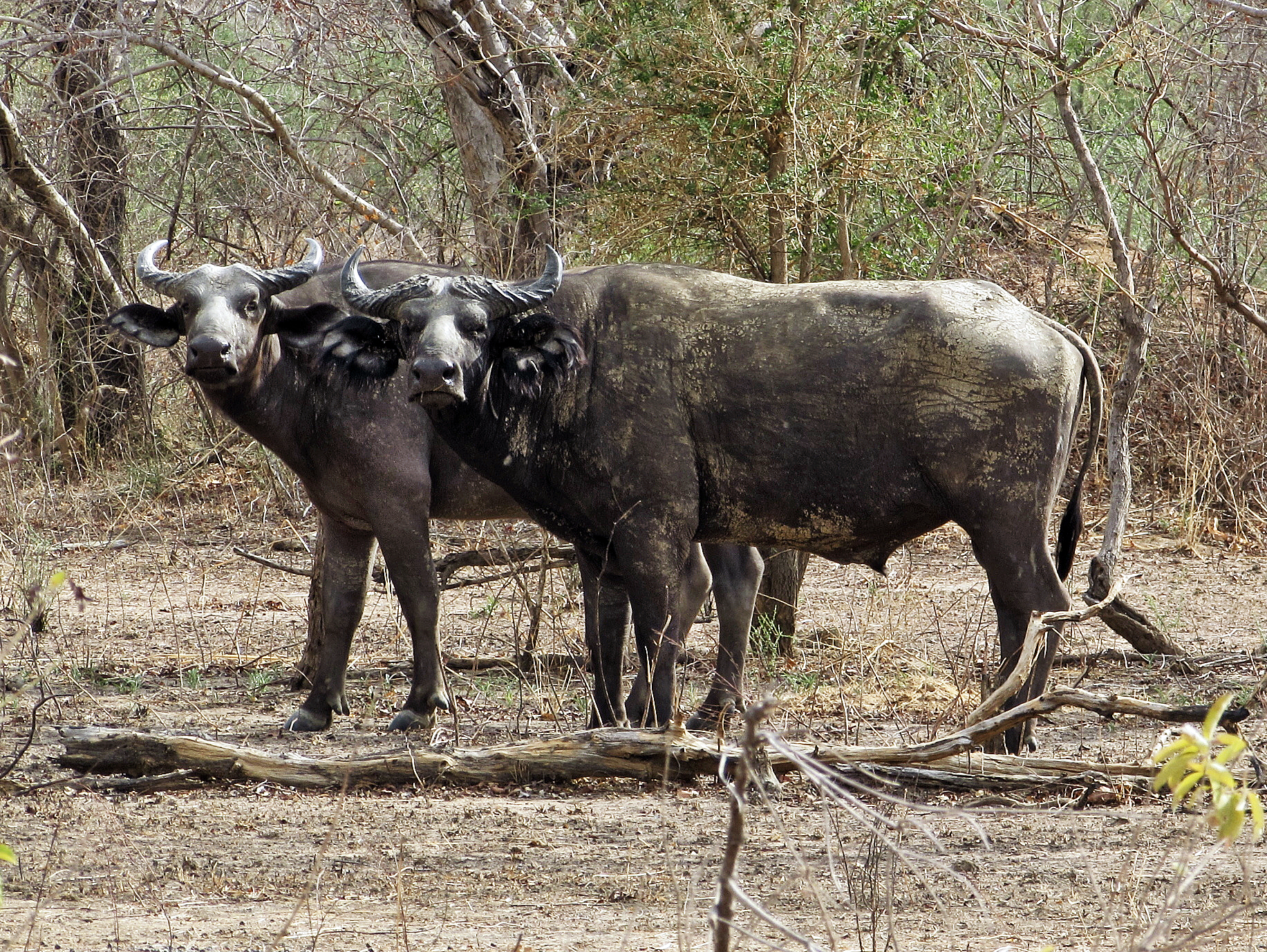
Afrikanische Büffel im Nationalpark

Der Pendjari-Nationalpark beherbergt zudem noch einige hundert Afrikanische Elefanten. Die Population im Park ist über die letzten Jahrzehnte hinweg relativ stabil und beläuft sich auf über 800 Tiere (Stand 2005–2010). Insgesamt leben in Pendjari und den angrenzenden Schutzgebieten, also dem WAP-Nationalparkkomplex, über 3800 Elefanten. Damit beherbergt das Gebiet die größte Elefantenpopulation Westafrikas. Größere Pflanzenfresser sind darüber hinaus durch Sudan-Büffel (Syncerus brachyceros), Flusspferde, Warzenschweine sowie zahlreiche Antilopenarten vertreten. Unter den Antilopen sind Pferdeantilopen, Westafrika-Kuhantilopen (Alcelaphus major), Korrigum-Leierantilopen (Damaliscus lunatus korrigum), Kobantilopen, Oribis und Kronenducker. Eher selten sind Wasserbock, Buschbock, Riedbock und Rotflankenducker. Neben dem Grünen Pavian kommen die Tantalus-Grünmeerkatze und der Husarenaffe als weitere Primaten vor. Eine Bestandsaufnahme, die im Frühjahr des Jahres 2000 durchgeführt wurde, kam zu dem Ergebnis, dass die meisten Arten im Bestand rückläufig waren. Dies scheint insbesondere für den Leoparden und die Korrigum-Leierantilope zu gelten, die beide noch vorkommen dürften, aber nicht mehr bestätigt werden konnten. Lediglich die Populationen von Westafrika-Kuhantilope (ca. 1500 Tiere), Pferdeantilope (ca. 2000 Tiere) und Büffel (ca. 2.700 Tiere) waren zum Zeitpunkt der Zählung im Jahr 2000 gestiegen. Die häufigsten größeren Arten waren zur Zeit der Zählung der Grüne Pavian, der Westafrikanische Grasbüffel und die Kobantilope (ca. 2600 Tiere).
Der Bestand des Defassa-Wasserbocks (Kobus defassa) ist von etwa 3000 Tieren in den 1970er Jahren auf nur 120 Tiere im Jahr 2004 gesunken.

### Fische und Reptilien

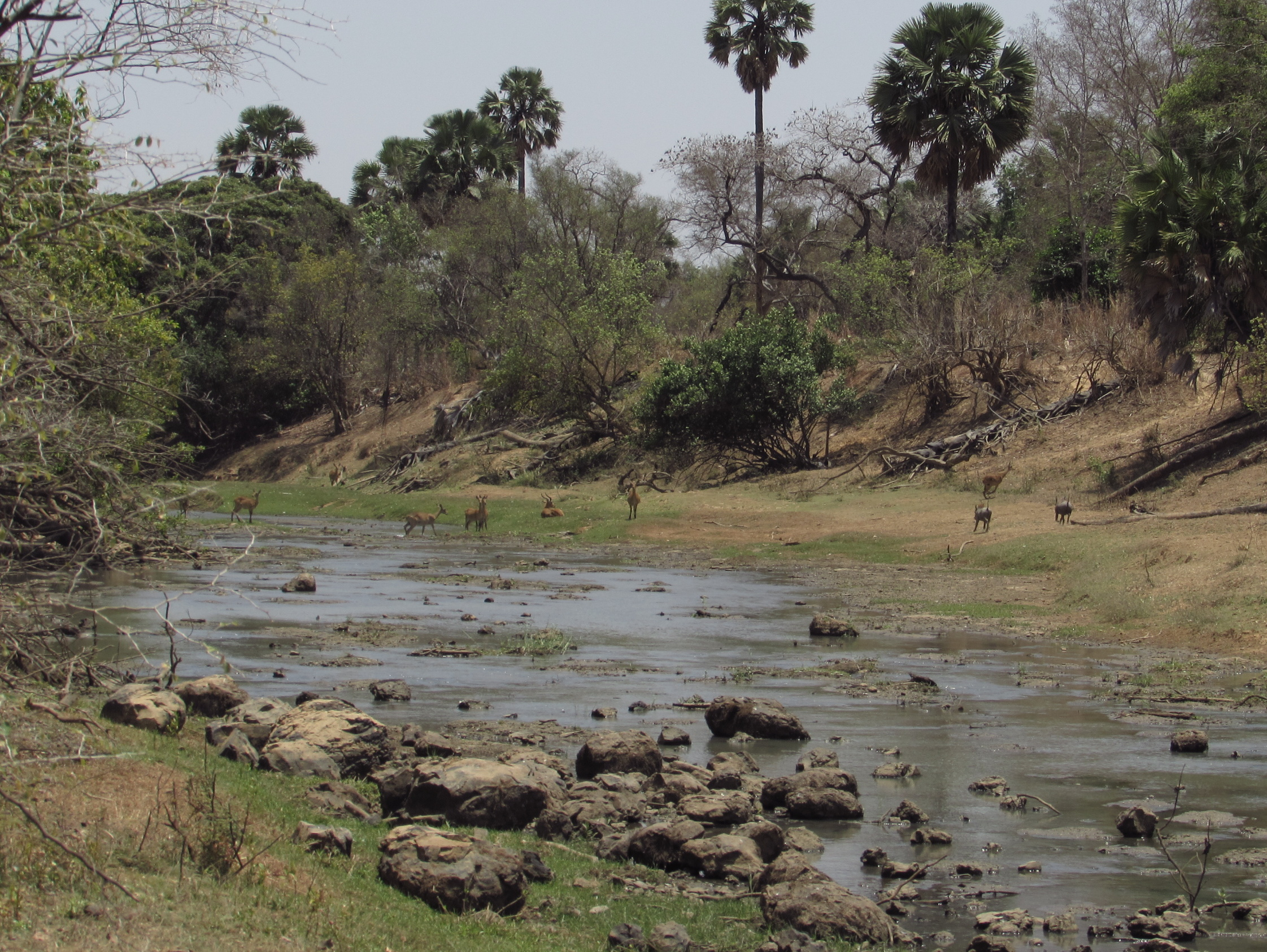
Der Pendjari-Fluss in der Trockenzeit: rechts Burkina Faso (Nationalpark Arly), links Benin (Nationalpark Pendjari)

Durch den Pendjari-Nationalpark fließt der Pendjari, der ein Nebenfluss des Volta ist. Außerdem gibt es mehrere große, Mare genannte Flachgewässer, die zum Teil in Trockenperioden austrocknen. Die Fischfauna des Pendjari-Nationalparks wurde erstmals 2004 untersucht und besteht aus insgesamt 41 Fischarten aus 34 Gattungen und 17 Familien. Die artenreichste Familie sind die Nilhechte, mit 8 Arten (20 %), gefolgt von den Buntbarschen mit 5 Arten (12 %), den Salmlern und den Fiederbartwelsen mit jeweils 4 Arten (10 %) und den Stachelwelsen, den Karpfenfischen und den Geradsalmlern mit jeweils 3 Arten (7 %). Die Flösselhechte sind mit zwei Arten (5 %) vertreten, die restlichen Familien mit einer (2 %). Der am häufigsten gefangene Fisch ist der Afrikanische Knochenzüngler (19 %), gefolgt von Nilhechten (13 %), Geradsalmlern und Buntbarschen (rund 13 %), Salmlern (11 %), Fiederbartwelsen (10 %) und Kiemensackwelsen (8 %).
Die meisten Fischarten kommen sowohl im Fluss als auch in den Flachgewässern vor. Auf die stehenden Gewässer beschränkt sind die Population der Knochenzüngler, Afrikanischen Hechtsalmler, Riesenbarsche und Buntbarsche. Auch die meisten Flösselhechte, Nilhechte, Karpfenfische, Geradsalmler, Stachelwelse und Kiemensackwelse bevorzugen die stehenden Gewässer. Dagegen wurden Schlankfische und Zitterwelse ausschließlich im Fluss gefunden. Der
Fluss ist auch der Hauptlebensraum von Salmlern und Fiederbartwelsen. Der Großnilhecht und die Glaswelse kommen in beiden Lebensräumen vor.

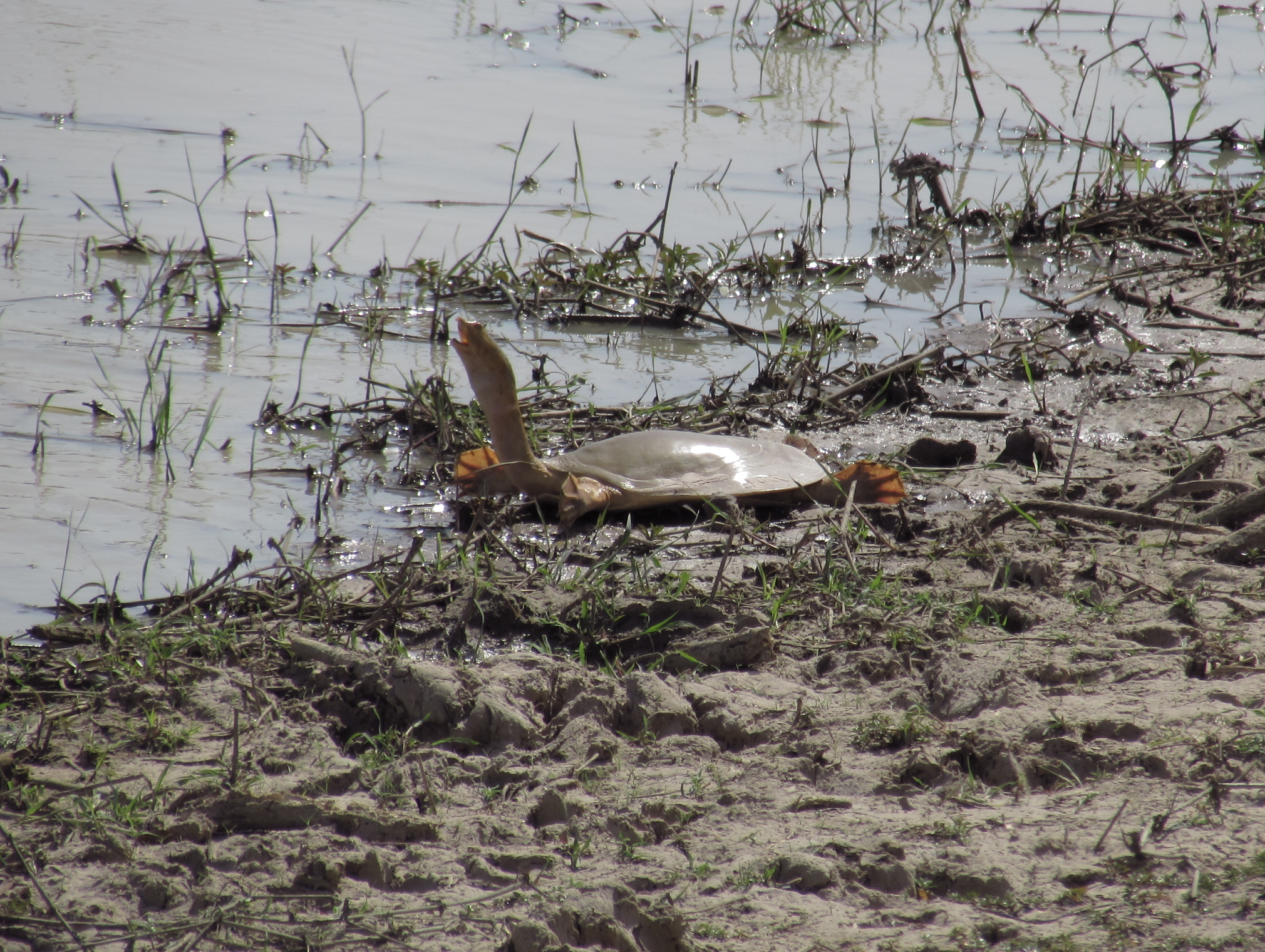
Weichschildkröte am Mare bali

Im Pendjari vorkommende Reptilien sind beispielsweise Krokodile, Pythons und Nilwarane. Weiterhin kommen Weichschildkröten vor.

## Vegetation

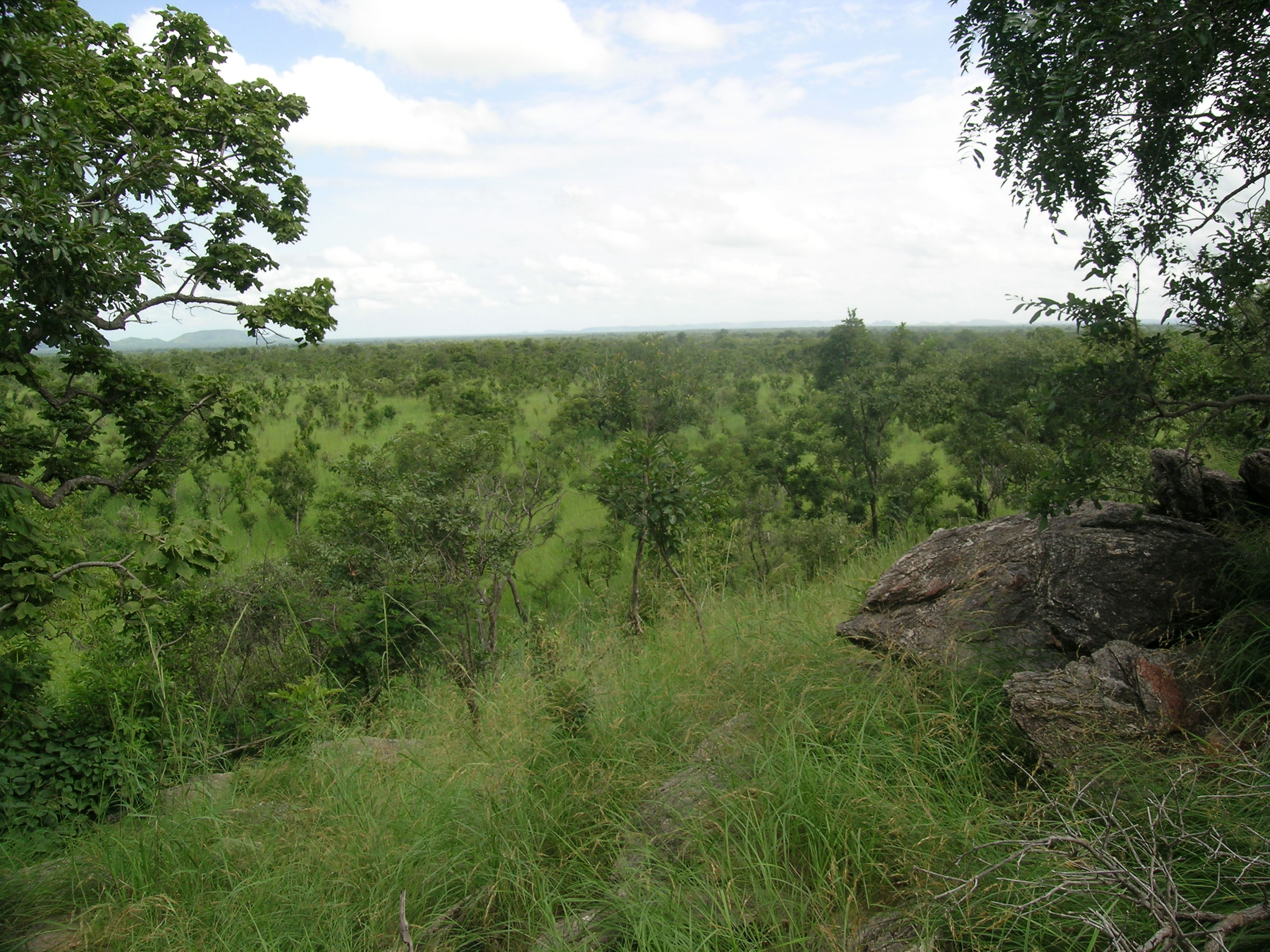
Blick auf den Nationalpark Pendjari vom Fuß der Atakora-Kette aus

Der Pendjari-Nationalpark umfasst zahlreiche Habitate von den Niederungen des Pendjari bis zu den Bergen der Atakora-Kette, Flussläufe, stehende Gewässer und Inselberge. Er ist von Waldsavanne, Sumpf- und Grasflächen bedeckt. Bei einer Meereshöhe von 100 bis 500 m beträgt der jährliche Regenfall etwa 1000 mm.

## Tourismus
2008 gab es etwa 6500 Besucher, dazu kamen rund 70 Jäger, die in den drei angrenzenden Jagdgebieten für einen Großteil der Einnahmen des Parks sorgen. Die Gesamteinnahmen aus dem Tourismus beliefen sich 2008 und 2009 auf rund 220.000 EUR. Davon entfielen etwa ein Drittel auf Fotosafaris und zwei Drittel auf Jagdtourismus. Damit deckte der Tourismus etwa ein Drittel des gesamten Finanzbedarfs des Parks. Alle anderen Einnahmen fielen dagegen kaum ins Gewicht.
Die Besucher der Nationalparks waren überwiegend Franzosen und Beniner. Der Anteil anderer Nationalitäten war vergleichbar gering.
Als Folge islamistischer Gewalt in den dem Norden Benins angrenzenden Ländern war der Pendjarinationalpark zunächst teilweise und ab dem 10. Mai 2019 vollständig vom französischen Außenministerium als unsicheres Gebiet eingestuft worden. Von Besuchen wird abgeraten, nachdem mehrere Touristen verschleppt und von Truppen der Opération Barkhane gewaltsam befreit werden mussten. Das deutsche Auswärtige Amt rät aufgrund des Terrorismus in den angrenzenden Ländern im Mai 2019 dringend von Reisen in die Beniner Nationalparks Pendjari und W ab.

## Bedrohung durch Wilderei
Im Jahre 2012 hat sich die Lage im Nationalpark und den angrenzenden Jagsschutzgebieten nach dem Rückzug der deutschen Entwicklungshilfe verschlechtert. Wilderer sollen unter anderem bis zu 20 Elefanten geschossen haben.

## Forschung
Verschiedene wissenschaftliche Untersuchungen werden im Pendjari-Nationalpark durchgeführt:
1. BIOTA Projekt (BIOdiversity Monitoring Transect Analysis in Africa)
2. mit CENAGREF assoziierte Forschung